# Calais Campbell
Calais Malik Campbell (nacido el 1 de septiembre de 1986) es un jugador profesional estadounidense de fútbol americano que juega en la posición de defensive end y actualmente milita en los Miami Dolphins de la National Football League (NFL).

## Biografía

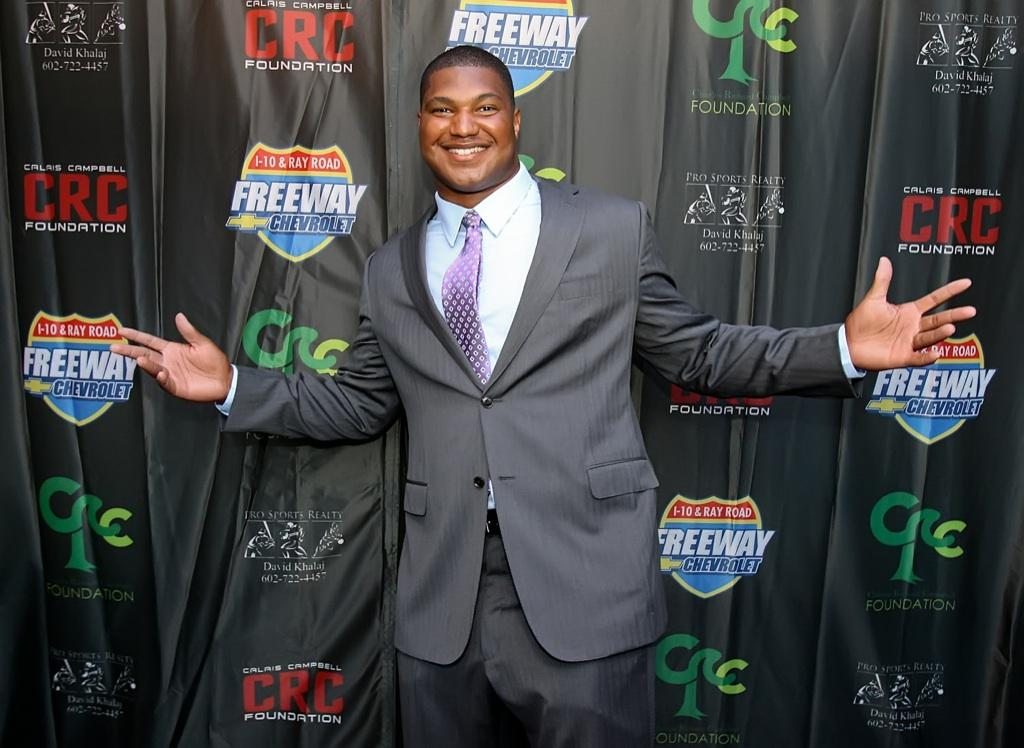
Campbell en 2013.

Campbell asistió a la preparatoria South High School en Denver, donde practicó fútbol americano, baloncesto y disciplinas de salto y lanzamiento en atletismo. Al finalizar la preparatoria, fue considerado como el 10.° mejor defensive end en la nación por Rivals.com y el 7.° por Scout.com.
Posteriormente, asistió a la Universidad de Miami donde jugó con los Miami Hurricanes hasta 2007 y fue nombrado al primer equipo All-ACC.

## Carrera

### Arizona Cardinals
Campbell fue seleccionado por los Arizona Cardinals en la segunda ronda (puesto 50) del draft de 2008.
El 24 de julio de ese mismo año, firmó un contrato por cuatro años y $3.4 millones.
En 2008, su temporada como novato, jugó como defensive end sustituto, y registró un total de 28 tacleadas, un pase defendido, un balón suelto forzado y uno recuperado en 16 juegos. En la postemporada, donde los Cardinals llegaron hasta el Super Bowl XLIII, Campbell registró ocho tacleadas y un pase defendido.
En 2009, Campbell fue un defensive end titular junto a Darnell Dockett en el nuevo sistema de defensa 3-4, y en 16 juegos registró un total de 48 tacleadas, siete capturas de mariscal de campo (sacks), cinco pases defendidos y un balón suleto forzado.
En 2010, Campbell se mantuvo como titular y en 15 juegos registró 60 tacleadas, seis capturas y dos pases defendidos; mientras que en 2011, ya con el nuevo entrenador defensivo Ray Horton, registró una marca personal de 72 tacleadas junto a ocho capturas, 10 pases defendidos, dos balones sueltos forzados y la primera intercepción de su carrera, además de bloquear tres goles de campo como parte de los equipos especiales.
El 10 de mayo de 2012, los Cardinals firmaron a Campbell por cinco años y $55 millones. Ese año, en 13 juegos registró 63 tacleadas, 6.5 capturas y seis pases defendidos.
En 2013, Bruce Arians fue nombrado como nuevo entrenador en jefe de los Cardinals, y mantuvo a Campbell y Dockett como los defensive end titulares del equipo. Campbell fue titular en los 16 encuentros de temporada regular y registró 58 tacleadas, nueve capturas, seis pases defendidos y un balón suelto forzado.
En 2014 ayudó a los Cardinals a clasificar a la postemporada por primera vez desde 2009 y fue elegido al primer Pro Bowl de su carrera, luego de registrar 58 tacleadas, siete capturas, tres pases defendidos, una intercepción y un balón suelto forzado. También fue nombrado al segundo equipo All-Pro.
En 2015, con un nuevo entrenador defensivo en James Bettcher, Campbell cambió su posición oficial a defensive tackle. Aun así, fue nombrado nuevamente al Pro Bowl, luego de registrar 61 tacleadas, cinco capturas y tres pases defendidos en 16 juegos.
En 2016, mantuvo la posición de defensive tackle titular junto a Rodney Gunter, y en 16 juegos registró 53 tacleadas, ocho capturas, seis pases defendidos, una intercepción y dos balones sueltos forzados, además de devolver un balón recuperado por 53 yardas hasta la zona de anotación. Al finalizar la temporada, fue nombrado al segundo equipo All-Pro.

### Jacksonville Jaguars
El 9 de marzo de 2017, los Jacksonville Jaguars firmaron a Campbell por cuatro años y $60 millones.
Para la temporada 2017, el entrenador en jefe Doug Marrone decidió mover a Campbell a su posición original de defensive end, jugando al lado contrario de Yannick Ngakoue. Como líder de la mejor defensiva de la liga, registró 67 tacleadas, una marca personal de 14.5 capturas, tres pases defendidos y tres balones sueltos forzados en un total de 16 juegos, por lo que fue nombrado al Pro Bowl por tercera vez en su carrera y al primer equipo All-Pro.
En la temporada 2018, Campbell terminó con 10.5 capturas, 72 tacleadas totales, 22 golpes de mariscal de campo, dos pases defendidos y un balón suelto forzado. Los Jaguars no retuvieron su éxito general de la temporada anterior, esta vez terminando con un récord de 5–11. A pesar de la decepcionante temporada de los Jaguars, Campbell fue nombrado para el cuarto Pro Bowl de su carrera, en esta ocasión como reemplazo del lesionado J. J. Watt, defensive end de los Houston Texans, y uniéndose a su compañero Jalen Ramsey como representantes de los Jaguars.
En 2019, Campbell registró 56 tacleadas, 6.5 capturas, un pase defendido y dos balones sueltos forzados. Fue invitado a su quinto Pro Bowl junto al novato Josh  Allen y el receptor D. J. Chark Jr. como representantes de los Jaguars, donde fue nombrado como el Jugador Más Valioso a la defensa.

### Baltimore Ravens
El 19 de marzo de 2020, Campbell fue transferido a los Baltimore Ravens por una elección de draft de quinta ronda. Poco tiempo después, firmó una extensión de contrato por un año con el equipo.
El 6 de abril de 2020, Campbell fue anunciado como uno de los cuatro defensive ends del equipo All-Decade de la década de 2010-2019, junto a J. J. Watt, Cameron Jordan y Julius Peppers.
En la temporada 2020, Campbell registró 28 tacleadas y 4 capturas en solo 12 encuentros, ya que se perdió un mes de acción debido a una lesión en la pantorrilla y posteriormente ser incluido en la lista de reservas por COVID-19. A pesar de ello, fue seleccionado a su sexto Pro Bowl.
El 9 de abril de 2022, Campbell firmó una extensión de contrato por dos años y $12.5 millones con los Ravens. En la temporada 2022, jugó un total de 15 juegos, 14 como titular, y registró 49 tacleadas y 1.5 capturas, la cantidad más baja de su carrera desde su temporada como novato.

## Estadísticas generales
|  | Seleccionado al Pro Bowl |

| Año   | Equipo | Juegos | Juegos | Tacleadas | Tacleadas | Tacleadas | Tacleadas | Tacleadas | Intercepciones | Intercepciones | Intercepciones | Intercepciones | Intercepciones | Intercepciones | Balones sueltos | Balones sueltos | Balones sueltos | Balones sueltos |
| Año   | Equipo | GP     | GS     | Comb      | Total     | Ast       | Sck       | SFTY      | PDef           | Int            | Yds            | Avg            | Lng            | TD             | FF              | FR              | Yds             | TD              |
| ----- | ------ | ------ | ------ | --------- | --------- | --------- | --------- | --------- | -------------- | -------------- | -------------- | -------------- | -------------- | -------------- | --------------- | --------------- | --------------- | --------------- |
| 2008  | ARI    | 16     | 0      | 29        | 24        | 5         | 0.0       | –         | 1              | –              | –              | –              | –              | –              | 1               | –               | –               | –               |
| 2009  | ARI    | 16     | 15     | 47        | 36        | 11        | 7.0       | –         | 5              | –              | –              | –              | –              | –              | 1               | –               | –               | –               |
| 2010  | ARI    | 15     | 15     | 60        | 46        | 14        | 6.0       | –         | 2              | –              | –              | –              | –              | –              | 0               | 1               | –               | –               |
| 2011  | ARI    | 16     | 16     | 72        | 53        | 19        | 8.0       | –         | 10             | 1              | 0              | 0.0            | 0              | 0              | 2               | 1               | –               | –               |
| 2012  | ARI    | 13     | 12     | 63        | 50        | 13        | 6.5       | –         | 6              | –              | –              | –              | –              | –              | -               | -               | –               | –               |
| 2013  | ARI    | 16     | 16     | 58        | 45        | 13        | 9.0       | 1         | 6              | –              | –              | –              | –              | –              | 1               | 2               | 2               | –               |
| 2014  | ARI    | 14     | 14     | 58        | 48        | 10        | 7.0       | –         | 3              | 1              | 23             | 23.0           | 23             | 0              | 1               | -               | –               | –               |
| 2015  | ARI    | 16     | 16     | 61        | 46        | 15        | 5.0       | –         | 3              | –              | –              | –              | –              | –              | 0               | 1               | –               | –               |
| 2016  | ARI    | 16     | 16     | 53        | 34        | 19        | 8.0       | 1         | 6              | 1              | 1              | 1.0            | 1              | –              | 2               | 3               | 53              | 1               |
| 2017  | JAX    | 16     | 16     | 67        | 47        | 20        | 14.5      | –         | 3              | –              | –              | –              | –              | –              | 3               | 1               | 10              | 1               |
| 2018  | JAX    | 16     | 16     | 72        | 53        | 19        | 10.5      | –         | 2              | –              | –              | –              | –              | –              | 1               | 1               | –               | –               |
| 2019  | JAX    | 16     | 16     | 56        | 37        | 19        | 6.5       | –         | 1              | –              | –              | –              | –              | –              | 2               | 1               | 8               | 1               |
| 2020  | BAL    | 12     | 12     | 28        | 18        | 10        | 4.0       | –         | 6              | –              | –              | –              | –              | –              | 0               | 0               | --              | --              |
| 2021  | BAL    | 15     | 14     | 49        | 29        | 20        | 1.5       | –         | 1              | –              | –              | –              | –              | –              | 0               | 1               | 0               | 0               |
| Total | Total  | 213    | 194    | 773       | 566       | 207       | 93.5      | 2         | 55             | 3              | 24             | 8.0            | 23             | 0              | 14              | 12              | 73              | 3               |

Fuente: Pro-Football-Reference.com